# Calculator de buzunar

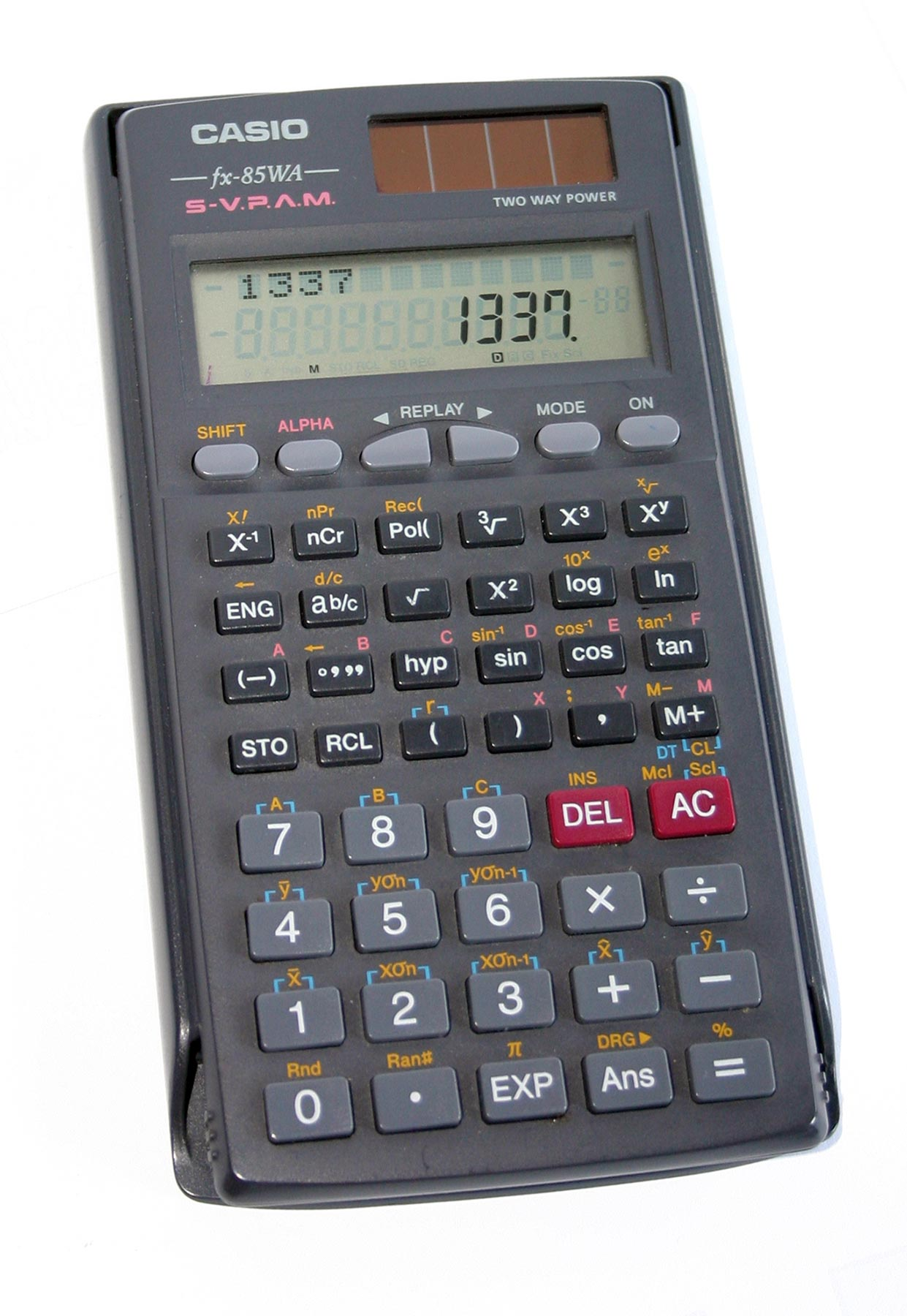
Calculator electronic pentru calcule ştiinţifice.

Un calculator de buzunar este un dispozitiv special și relativ inflexibil pentru efectuat calcule. El poate fi pur mecanic, constând din rotițe dințate, tije și manivele, așa de exemplu renumitul calculator de mână „Curta“, fabricat între anii 1948-1972 în Liechtenstein. Mai evoluate au fost calculatoarele electromecanice - cu motoraș electric. Prin principiul său de funcționare simplu, calculatorul nu este aproape niciodată o mașină Turing, ci doar o unealtă special destinată operațiilor aritmetice. Calculatoarele mecanice și electromecanice s-au utilizat intensiv în secolele XIX și mai ales XX pe domenii ca de exemplu aritmetică și matematică, inginerie de toate felurile, cercetări științifice, calculul financiar și bancar, case de încasări precum și multe altele. 
Dar și calculatoarele electromecanice au fost depășite la funcționalitate, viteză, capacitate și grad de miniaturizare de către calculatoarele electronice (cu tranzistori și circuite integrate). După principiul de funcționare există următoarele tipuri de calculatoare electronice:
- calculatoare analogice;
- calculatoare digitale (numerice); marea majoritate a calculatoarelor electronice actuale sunt digitale. Dacă tipul nu se specifică explicit, atunci e vorba întotdeauna despre calculatoare digitale.

Calculatoarele electronice de buzunar fac de obicei numai operații aritmetice, fără să fie programabile. Calculatoarele electronice mai complexe corespund în general unei mașini Turing, sunt construite conform arhitecturii „von Neumann“ (vezi secțiunea respectivă din articolul calculator). 